# Steirische Nabelmiere
Die Steirische Nabelmiere (Moehringia bavarica), auch Etschtaler Nabelmiere oder Fleischige Nabelmiere genannt, ist eine Pflanzenart aus der Gattung der Nabelmieren (Moehringia) innerhalb der Familie der Nelkengewächse (Caryophyllaceae). Sie kommt in Europa in drei disjunkten Arealen vor.

## Beschreibung

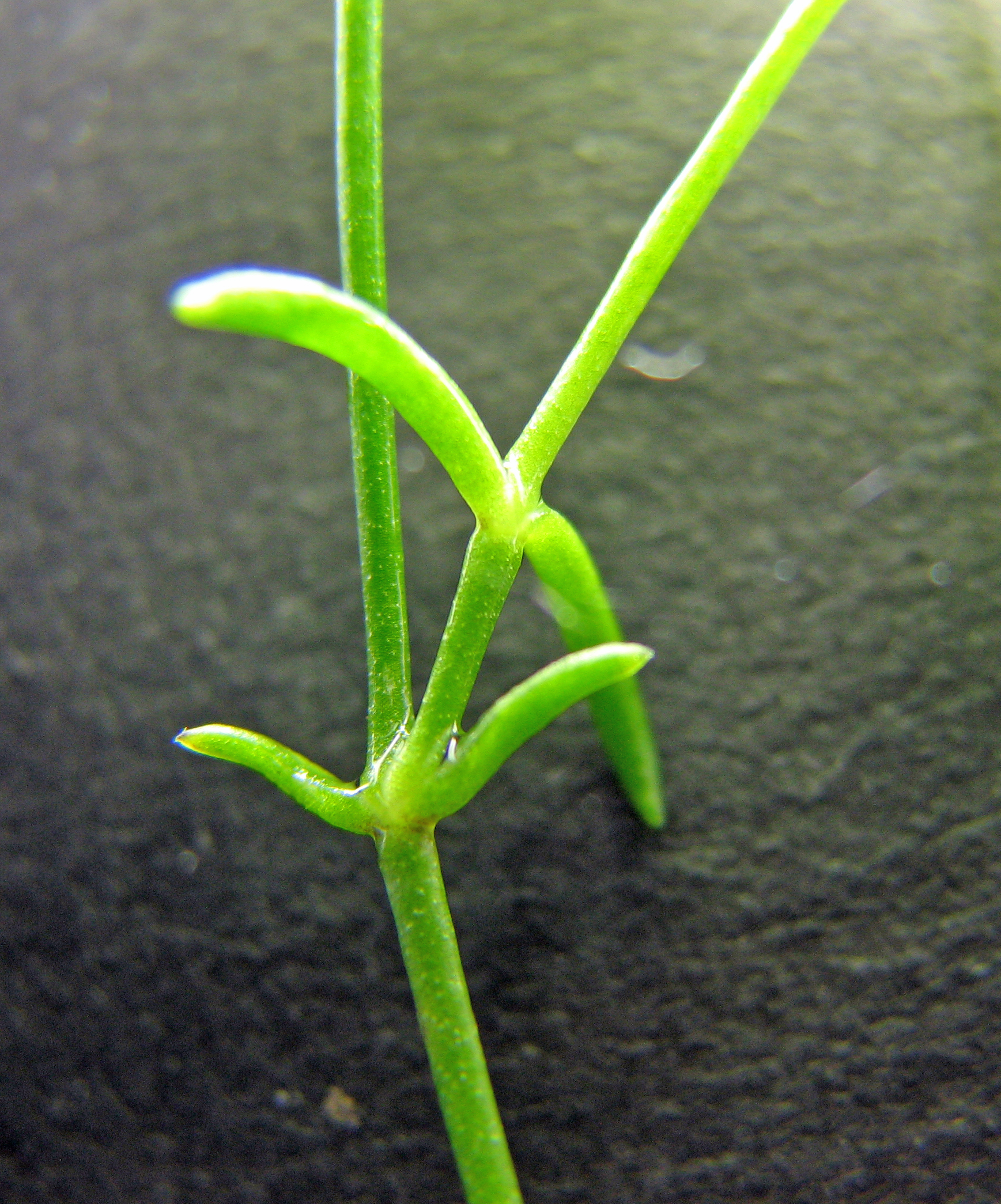
Fleischige Blätter

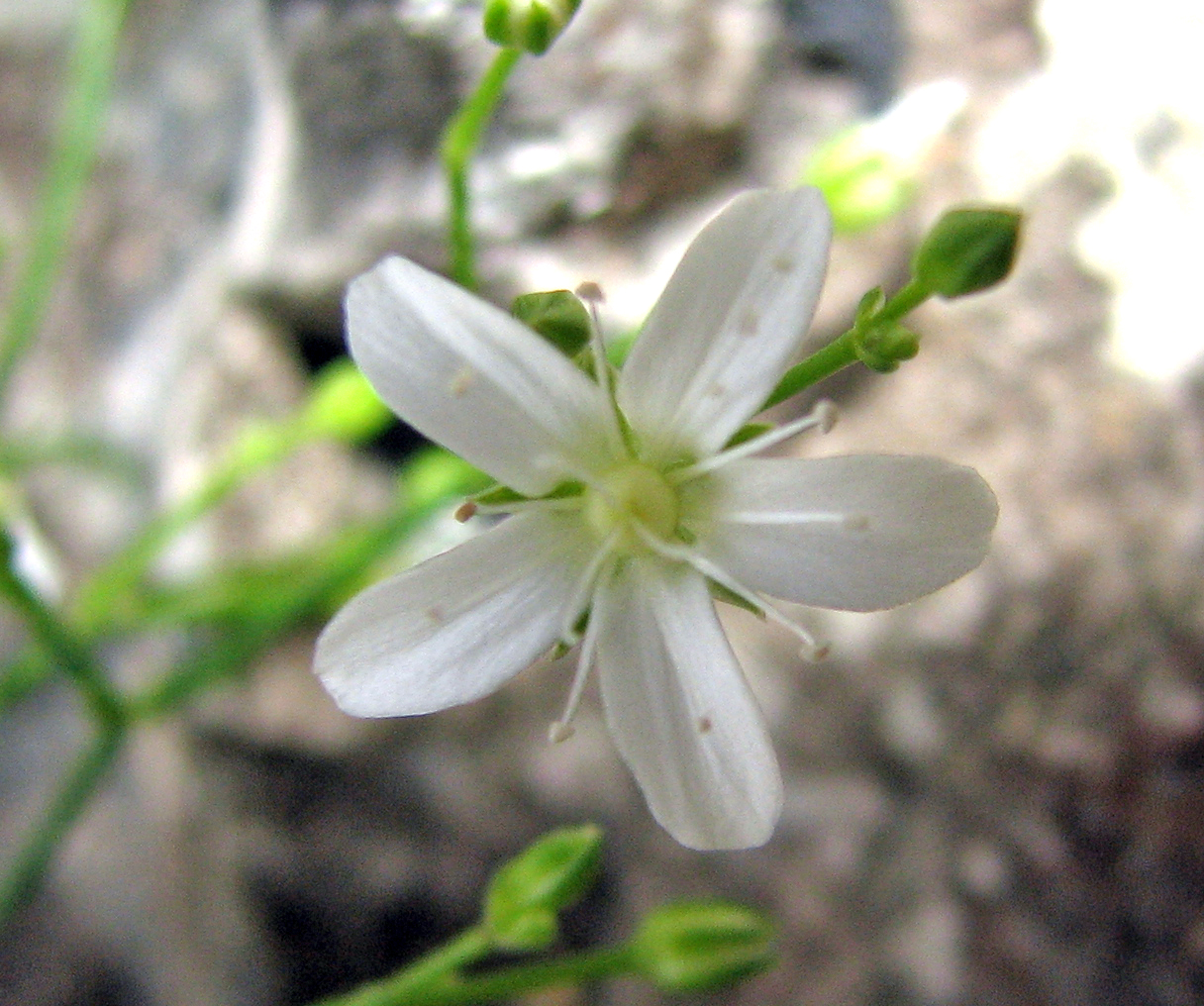
Fünfzählige Blüte

### Vegetative Merkmale
Die Steirische Nabelmiere ist eine niedrigwüchsige, ausdauernde krautige Pflanze, die auf Kalkfelsen lockere bis dichte Polster bildet. Der kräftige „Wurzelstock“ neigt zur Verholzung. Die zahlreichen kriechenden oder hängenden Stängel sind kahl, gut verzweigt, 10 bis 60 Zentimeter lang und im trockenen Zustand sehr zerbrechlich.
Die gegenständigen Stängelblätter sind fleischig und haben einen Durchmesser von 1 bis 1,5 Millimeter. Im unteren Bereich sind sie oberseitig gefurcht und etwa 5 Millimeter lang. Mittlere und obere Laubblätter sind mehr oder weniger flach, nervenlos, 10 bis 20 Millimeter lang und verbreitern sich etwas zum oberen Ende hin.

### Generative Merkmale
Die Blütezeit erstreckt sich von Juni bis August, selten bis September. In endständigen, zymösen Blütenständen stehen über einem Paar 2 Millimeter langer Vorblätter, auf 10 bis 25 Millimeter langen Blütenstielen, die selten nur eine oder zwei, meist drei bis sieben Blüten.
Die zwittrigen Blüten sind bei einem Durchmesser bis zu 12 Millimeter radiärsymmetrisch und fünfzählig mit doppelter Blütenhülle. Die fünf Kelchblätter haben eine Länge von 3 bis 4 Millimeter. Die weißen Kronblätter sind ganzrandig und etwa doppelt so lang wie die Kelchblätter. Es gibt zwei Kreise mit je fünf Staubblättern sowie drei Griffel. 
Die Kapselfrucht ist kugelig, etwa so lang wie der Kelch und öffnet sich mit sechs schwach nach außen gebogenen Zähnen. Die nierenförmigen, rotbraunen bis schwarzen Samen tragen am Nabel ein stark gefranstes, graues Anhängsel (Elaiosom), von dem sich der deutsche Trivialname „… Nabelmiere“ ableitet.
Die Chromosomenzahl beträgt 2n = 24.

## Vorkommen
In Europa gibt es Fundortangaben für Italien, Österreich, Slowenien, Kroatien, Serbien, Montenegro, Albanien und Nordmazedonien. In den Alpen hat die Steirische Nabelmiere zwei eng begrenzte, disjunkte Verbreitungsgebiete. Einerseits kommt sie in der Steiermark im Grazer Bergland (Murtal) und im angrenzenden Vorland der nördlichen Kalkalpen vor. Andererseits ist sie im unteren Etschtal (u. a. Monte Baldo) anzutreffen. Ferner kommt sie auf der Balkanhalbinsel im Dinarischen Gebirge vor.
Standorte dieser kalksteten Pflanzenart sind meist senkrechte oder überhängende Felswände. Im Gegensatz zur ähnlichen, alpinen, Wimper-Nabelmiere ist die Steirische Nabelmiere in der submontanen bis montanen Höhenstufe anzutreffen. Sie ist charakteristisch für die Kalkfelsspaltengesellschaft des Potentillo-Telekietum speciosissimi.

## Systematik
Die Erstveröffentlichung erfolgte 1756 unter dem Namen (Basionym) Arenaria bavarica durch Carl von Linné in Centuria II. Plantarum …, Seite 17. Die Neukombination zu Moehringia bavarica (L.) Gren. wurde 1841 durch Jean Charles Marie Grenier in Mémoires de la Société d'Émulation du Doubs, Band 1, Seite 37 veröffentlicht.
Die Steirische Nabelmiere wurde erstmals 1601 vom Apotheker Giovanni Pona (1565–1630) aus Verona, der die Pflanzenexemplare am Monte Baldo fand, als Saxifraga Bavarica Jungermanni erwähnt. Nach Gustav Hegi könnte das Artepitheton bavarica, das später durch Linné von Pona übernommen wurde, damit zusammenhängen, dass das untere Etschtal als Teil Tirols zeitweise zur Herrschaft der Wittelsbacher gehörte. Die Steirische Nabelmiere kommt im heutigen Bayern nicht vor.
Die Unterart Moehringia bavarica subsp. insubrica (Degen) Sauer wird oft als eigene Art angesehen: Moehringia insubrica Degen. Sie kommt nur in Italien am Iseosee und in den Bergamasker Alpen vor. In der Schweiz fehlt sie.